# Mohéli
La isla autónoma de Mohéli o simplemente Mohéli (también conocida como Mwali) es una de las tres islas que conforman la nación de las Comoras, posee una superficie 290 km². Su población en 2006 era de alrededor de 38 000 habitantes. Su capital es Fomboni. La mayor parte de la población, al igual que en el resto de las islas de Comoras y en Mayotte, pertenece a la etnia comorana, una síntesis de las culturas bantú, árabe, malayo y malgache, y su religión es el islam suní.

## Historia

Bandera separatista de Mohéli.

La historia de Mohéli coincide con la de toda la región de la costa oriental africana y comparte con el corredor suajili y, sobre todo, con las otras tres islas del archipiélago de las Comoras la mayoría de las cosas. El sultanato malgache de Mwali Se estima que se originó con el primer asentamiento de emigrantes procedentes de Madagascar que tuvo lugar en el siglo IX. Moheli quedó más o menos sometida al sultanato de Anjouan bajo el reinado del sultán Abdallah II en el CIC hasta 1830. 
En ese año, los emigrantes de Madagascar liderados por Ramanetaka, que más tarde cambió su nombre por el de Abderemane, se apoderaron de la isla y establecieron el sultanato de Moheli. En 1886, Francia impuso un protectorado. Se produjeron varias revueltas, en 1899 y 1902, que se saldaron con sangre. En 1909, tras un extraño romance, Francia se anexionó la isla; la última reina, Salima Machamba, había abdicado y abolido el sultanato en 1902.
En 1975, tras el referéndum de autodeterminación organizado por la potencia colonial francesa y la victoria del bando independentista, los representantes elegidos de las cuatro islas Comoras declararon la creación de la República de las Comoras, tras una solemne proclamación unilateral de independencia por parte de Ahmed Abdallah, jefe del consejo de gobierno, que fue destituido del poder tres semanas después por Ali Soilih (1975-1978). A su regreso al poder, Ahmed Abdallah estableció la República Federal Islámica de las Comoras (RFIC) en 1978, con la ayuda de mercenarios franceses. El poder político de la RFI de las Comoras se estableció entonces en Moroni Grande Comore igual que la administración .

### Crisis Separatista
En 1991, Moheli proclama su independencia, Saïd Mohamed Djohar envía tropas.
Pero no fue hasta el 11 de agosto de 1997, cuando Moheli se unió a Anjouan, que había proclamado su independencia una semana antes, debido a que Anjouan había obtenido la independencia de facto. Said Mohamed Souef fue nombrado presidente de la isla y Soidri Ahmed primer ministro. Sin embargo, tras las negociaciones, Moheli se unió a la RFI de las Comoras en 1998. Desde entonces, los dirigentes de Moheli intentan salvar la distancia entre la isla de Anjouan y la Gran Comora.
En diciembre de 2001, un comando de 13 mercenarios fue derrotado por el ejército nacional de desarrollo con una sola baja en sus filas.
En 2002, Moheli ratificó el tratado de la nueva constitución de la Unión de las Comoras, que permite una mayor autonomía para las islas. Said Mohamed Fazul fue elegido entonces presidente de la isla. Sus partidarios obtuvieron la mayoría de los escaños de la delegación moheliana en el parlamento para las elecciones legislativas de 2004.
En 2010, se produjeron nuevos disturbios en Foumboni, ya que el presidente Sambi (2006-2011) había retrasado la celebración de las elecciones, que se celebraron en 2011 y dieron lugar a la elección de un presidente de la Unión de las Comoras, Ikililou Dhoinine.

## Política y gobierno
Said Mohamed Fazul fue elegido en 2002 presidente de Moheli frente a Mohamed Hassanaly.

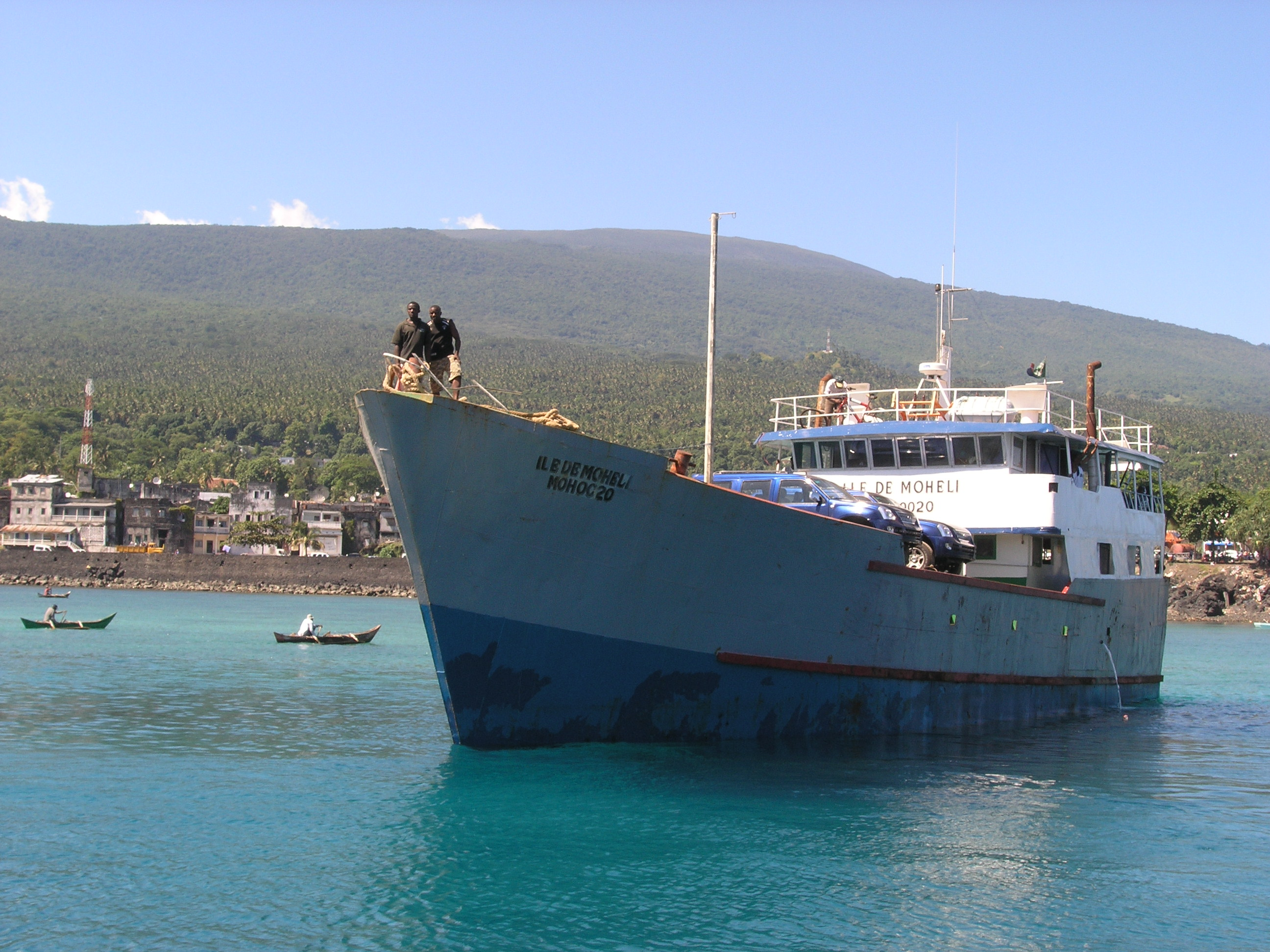
Barco en Fomboni, la capital de la Isla

La asamblea legislativa de la isla autónoma de Moheli tiene diez escaños y fue elegida los días 14 y 21 de marzo de 2004. Nueve escaños fueron ganados por los partidarios de Said Mohamed Fazul y el último por un partidario de Azali Assoumani. En 2007, Mohamed Ali Said fue elegido presidente de la isla autónoma de Moheli (actualmente el título de presidente fue sustituido por el de gobernador) frente a Said Mohamed Fazul. Tras acortar su mandato de dos años, que debía terminar en 2012, por problemas con el calendario electoral, Mohamed Ali Said fue reelegido gobernador de la isla autónoma de Moheli en diciembre de 2010 frente al candidato de la mayoría presidencial Said Ali Hilali. La elección de los consejeros de la isla fue ganada por mayoría absoluta por el bando de Mohamed Ali Said.
Tras las elecciones legislativas y comunales de 2015, el partido del gobernador Mohamed Ali Said obtuvo la mayoría en la asamblea de la isla, uniendo fuerzas con los consejeros (equivalentes a diputados a nivel nacional) de los partidarios y aliados del presidente Ikililou (partido UPDC).
En mayo de 2016, tras las elecciones a gobernadores insulares, fue Mohamed Said Fazul quien ganó, frente a la esposa del presidente Ikililou (Hadidja Dhoinine), las elecciones a gobernadores para un mandato de cinco años. Es la segunda vez que toma las riendas de la isla de Moheli.
A modo de recordatorio, a nivel nacional, es el expresidente (2002-2006) Azali Assoumani quien ganó las elecciones antes que Mohamed Ali Soilih. Este es su segundo mandato (2016-2021) como presidente de la Unión de las Comoras.

## Geografía
La isla de Moheli, también conocida como Mwali, es la más pequeña de las tres islas principales de la Unión de las Comoras. Ubicada en el océano Índico frente a la costa de África, Moheli ofrece una combinación única de belleza natural, rica biodiversidad y patrimonio cultural. Moheli está compuesta en gran parte por una meseta que tiene una elevación promedio de unos 300 metros (1000 pies). 
La isla termina en el oeste con una cresta que alcanza más de 790 metros (2600 pies) sobre el nivel del mar. Los valles y las áreas costeras brindan un marcado contraste con las elevaciones más altas, lo que crea un paisaje diverso que sustenta una variedad de ecosistemas. La isla experimenta un clima tropical con dos estaciones principales: una estación húmeda y calurosa de noviembre a abril y una estación seca más fría de mayo a octubre.
El clima sustenta una vegetación exuberante y un entorno marino rico, lo que la convierte en un destino ideal para los amantes de la naturaleza. Moheli alberga una amplia variedad de flora y fauna, incluidas varias especies endémicas. El parque nacional de la isla, creado en 2001 y ampliado en 2010, cubre aproximadamente tres cuartas partes de la superficie terrestre de la isla. Este parque es un refugio para la biodiversidad, con especies marinas vibrantes, plantas endémicas y vida silvestre protegida. Actividades como el senderismo, el esnórquel y el avistamiento de ballenas son populares entre los visitantes.
Uno de los aspectos más cautivadores de la geografía de Moheli es su entorno marino. Las aguas que rodean la isla albergan algunos de los arrecifes de coral más impresionantes del mundo. Estos arrecifes no solo exhiben una rica variedad de vida marina, incluidos peces de colores, tortugas marinas y delfines, sino que también desempeñan un papel fundamental en la protección de la costa contra la erosión.

### Divisiones Administrativas
El territorio de la isla autónoma de Moheli está dividido en municipios o comunas. Por razones administrativas, los municipios se agrupan en prefecturas y se dividen como sigue
- Prefectura de Fomboni, capital Fomboni, 3 municipios: Fomboni, Moimbassa, Moili Mdjini;
- Prefectura de Nioumachoua, ciudad principal: Nioumachoua, 2 municipios: Moimbao, Mlédjélé;
- Prefectura de Djando, capital: Ouanani, 1 municipio: Djando.

La isla de Mohéli además se puede subdividir en 4 regiones
- Dewa
- Mledjelé
- Djando
- Moimbao

### Centros poblados
| - Fomboni (Capital de la isla y región de Dewa) - Djoièzi - Bandar Salama - Boingoma - Mbatsé 1 - Mbatsé 2 - Nioumachoua (capitale de la región de Mledjelé) - Ndrodroni - Ouallah 1 - Ouallah 2 - Nremeani - Miringoni (capital de la región de Moimbao) | - Hoani (Ngamaroumbo) - Domoni - Hamba - Barakani - Wanani (capital de la región de Djando) - Mlabanda - Siry Zouridani - Nkangani - Hagnamoida - Itsamia - Hamavouna - Moihani |

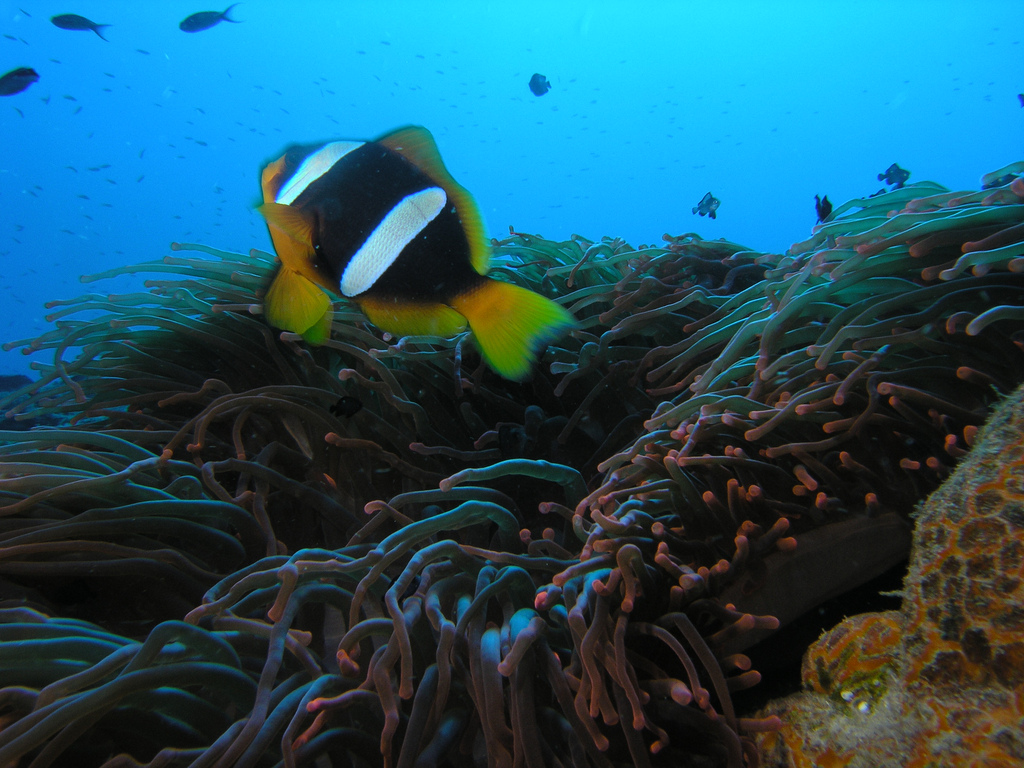
Pez Amphiprion latifasciatus en Mohéli

## Economía
Moheli es la más pequeña y pobre de las islas. A pesar de las carreteras en condiciones difíciles, cuenta con unas hermosas playas, un parque natural y hoteles (dos principales, uno en Fomboni y otro en Niouamachoua), lo que permite esperar un aumento del turismo (aunque los vuelos son aún escasos y caros, lo que limitar el desarrollo de las actividades turísticas).

### Turismo
- El lago Itsamia es una caldera a la que los habitantes atribuyen ''virtudes mágicas'', lo que ha permitido la conservación de especies vegetales y animales endémicas. En la actualidad, está inscrita en la lista del Patrimonio Mundial de la UNESCO.
- El parque marino de Moheli[9] en la comuna de Nioumachoua
- Las playas, apreciadas para nadar y bucear, pero también como lugar de cría de tortugas verdes.

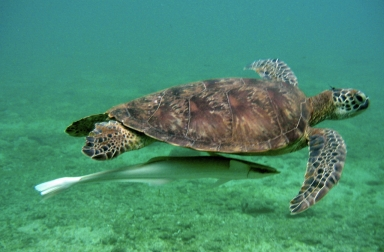
Tortuga Chelonia mydas en Mohéli

## Áreas protegidas
El Parque Marino de Moheli es un espacio protegido que resguarda las aguas del Canal de Mozambique a lo largo de la costa sur de la isla de Moheli, cerca de la comuna de Nioumachoua. Es uno de los dos parques marinos del archipiélago de las Comoras, y está bajo la jurisdicción del gobierno de la Unión de las Comoras. Es especialmente útil para la protección de las tortugas marinas, de las que hay muchos lugares de anidación dentro de los límites del parque.
Esta iniciativa ejemplar fue finalista del premio de la Iniciativa Ecuatorial de las Naciones Unidas en 2002.

### Biodiversidad
La isla es un paraíso tropical con una abundante diversidad de flora y fauna. Los científicos cuentan con más de 500 especies de plantas, 21 especies de aves, nueve especies de reptiles y el raro dugongo. Muchos son endémicos, como el murciélago de Livingstone, un murciélago frutero gigante.
Las playas son un importante lugar de arribada para las tortugas verdes, estimadas en 4-5000 hembras en 2002. Las aguas circundantes albergan al celacanto Latimeria, descrito como un fósil viviente. Muchos de estos animales y peces están en peligro de extinción.
En el islote de Mchaco, en la parte oriental del parque, anida una colonia de varios miles de Noddi Pardo, así como charranes de hollín, piqueros de patas rojas y piqueros enmascarados.

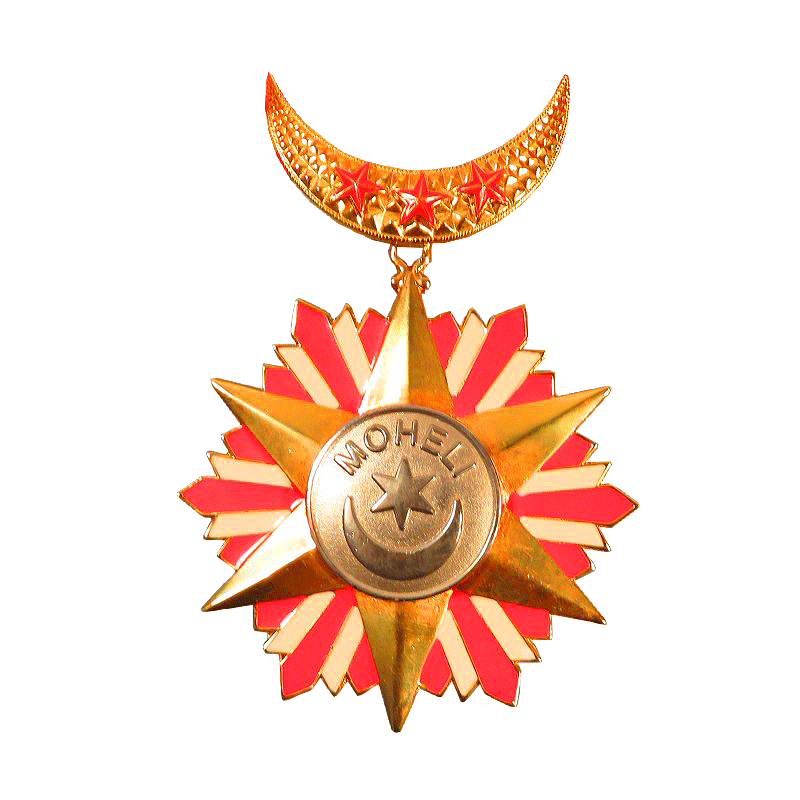
Orden de la Estrella de Mohéli

## Orden de la Estrella de Mohéli
La Orden de la Estrella de Mohéli (en francés: Ordre de l'Étoile de Mohéli) es la máxima distinción honorífica de la isla de Moheli en la Unión de las Comoras.
Esta distinción fue creada por la reina Djoumbé Fátima en 1851. Desapareció en 1902, cuando la nieta de Fátima de Djoumbé, Salima Machamba, que se había afrancesado al casarse con un gendarme de la isla de la Reunión, renunció al trono y a todas sus prerrogativas en favor de Francia, que se anexionó definitivamente la isla en 1912. Esta distinción fue restituida por las autoridades de la isla, mediante el decreto n.º 03-58 del 23 de junio de 2003, y entregada simbólicamente por un descendiente de la reina al presidente de Mohéli, Mohamed Saïd Fazul.